# .mr
.mr – domena internetowa przypisana do Mauretanii. Została utworzona 24 kwietnia 1996. Zarządza nią Université de Nouakchott Al Aasriya.